# Pstruží farma Bělá
Pstruží farma Bělá (nazývaná také Pstruží farma U Bělíků, Hájenka Rothschildů nebo Hájenka U Bělíků) se nachází na bezejmenném přítoku Píšťského potoka, jihovýchodně od obce Bělá v okrese Opava v Moravskoslezském kraji. Jsou zde rybníky pro chov lososovitých ryb, prodejna restaurace a možnost sportovního rybolovu.

## Historie
Rothschildové v roce 1856 postavili u Bělé hájenku a v roce 1896 u ní vybudovali soustavu malých rybníků s farmou na lososovité ryby (především pstruhy), jejíž tradice pokračuje dodnes. Později se přidala také restaurace s posezením ve venkovních a vnitřních prostorech a nabídka sportovního rybolovu. Areál si stále zachovává svůj původní „historický“ vzhled a ryby se zde chovají v systému přírodních kaskádových nádrží, které jsou napájeny vodou z místních pramenů.

## Galerie

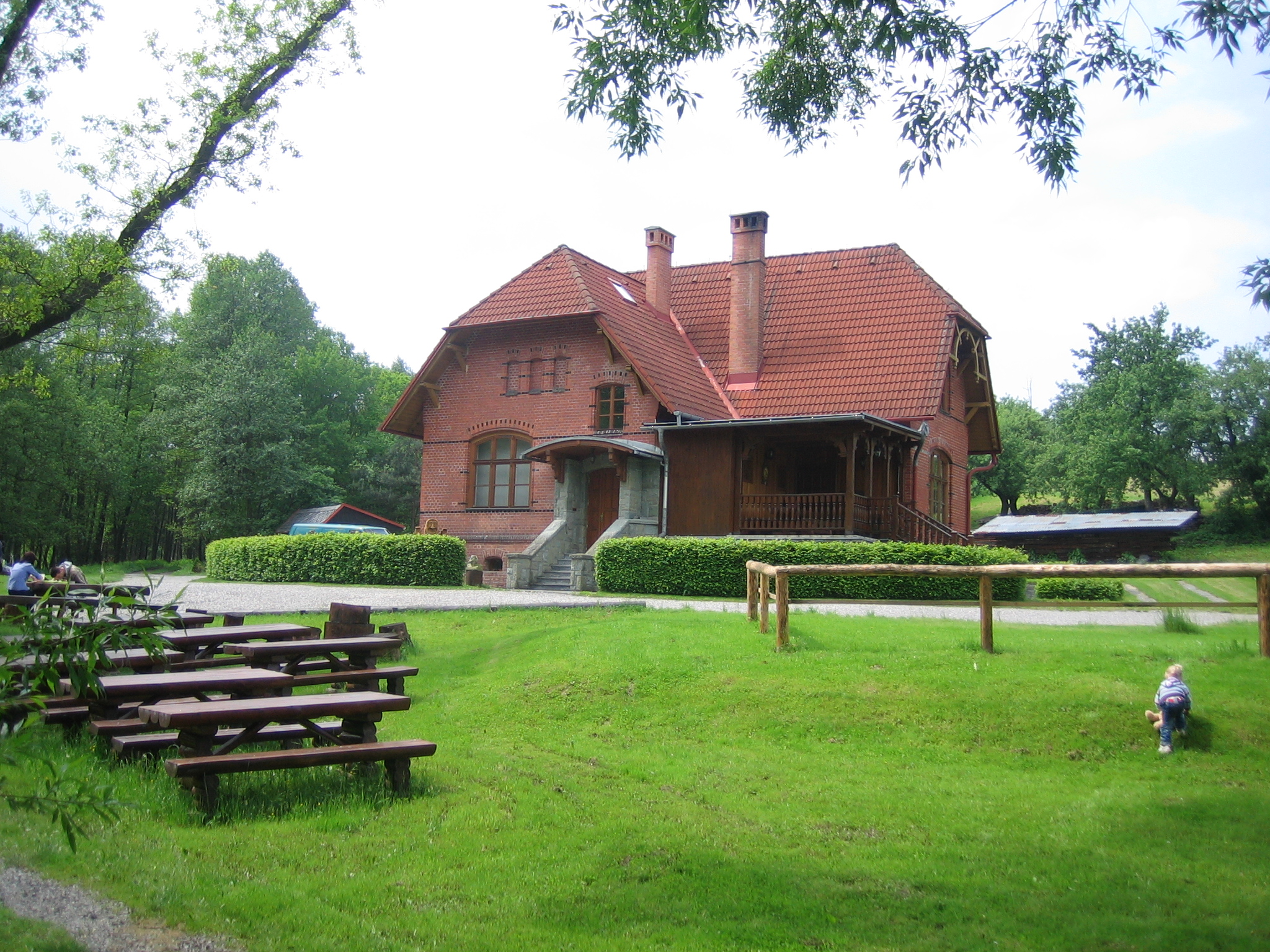
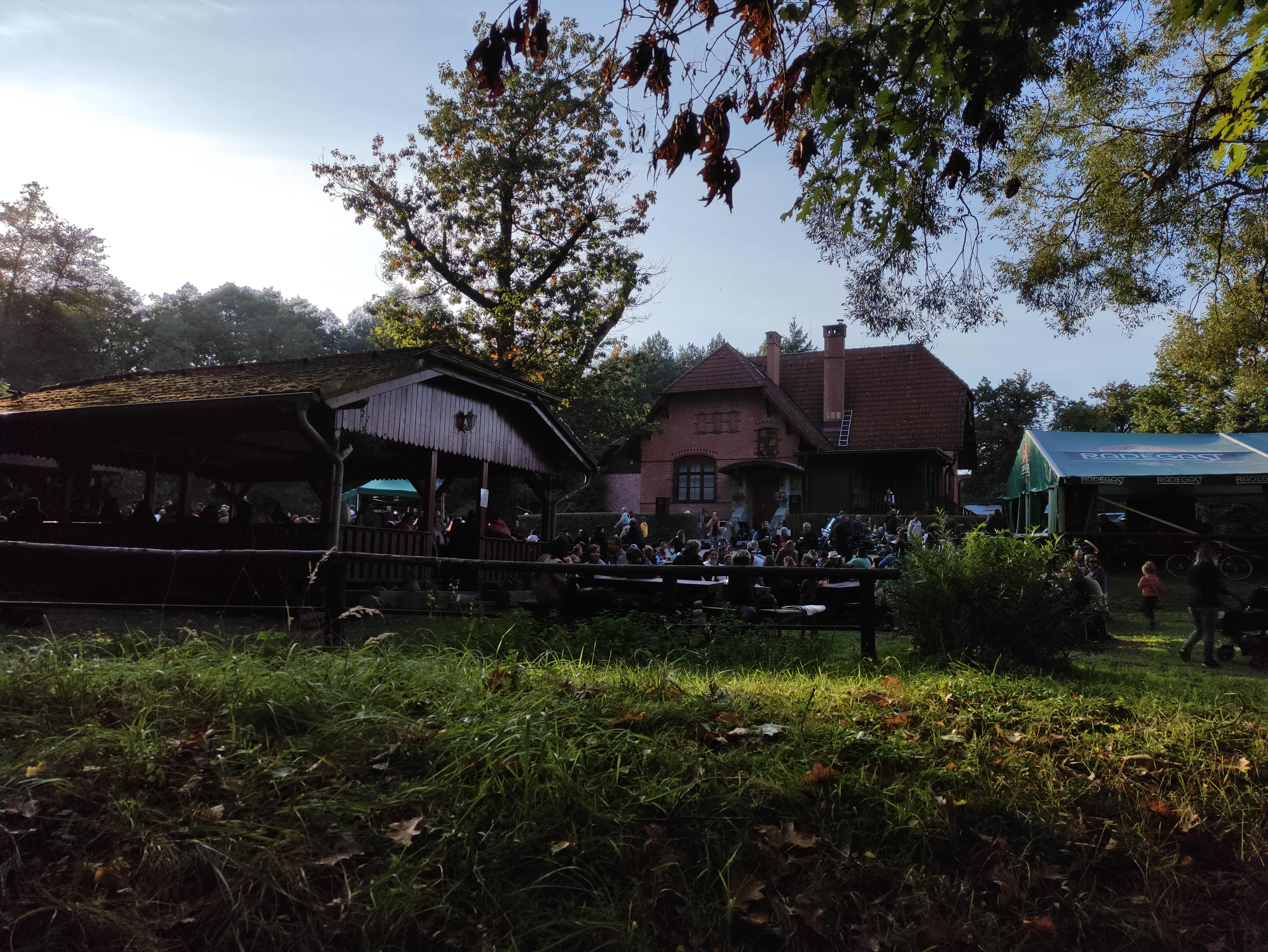
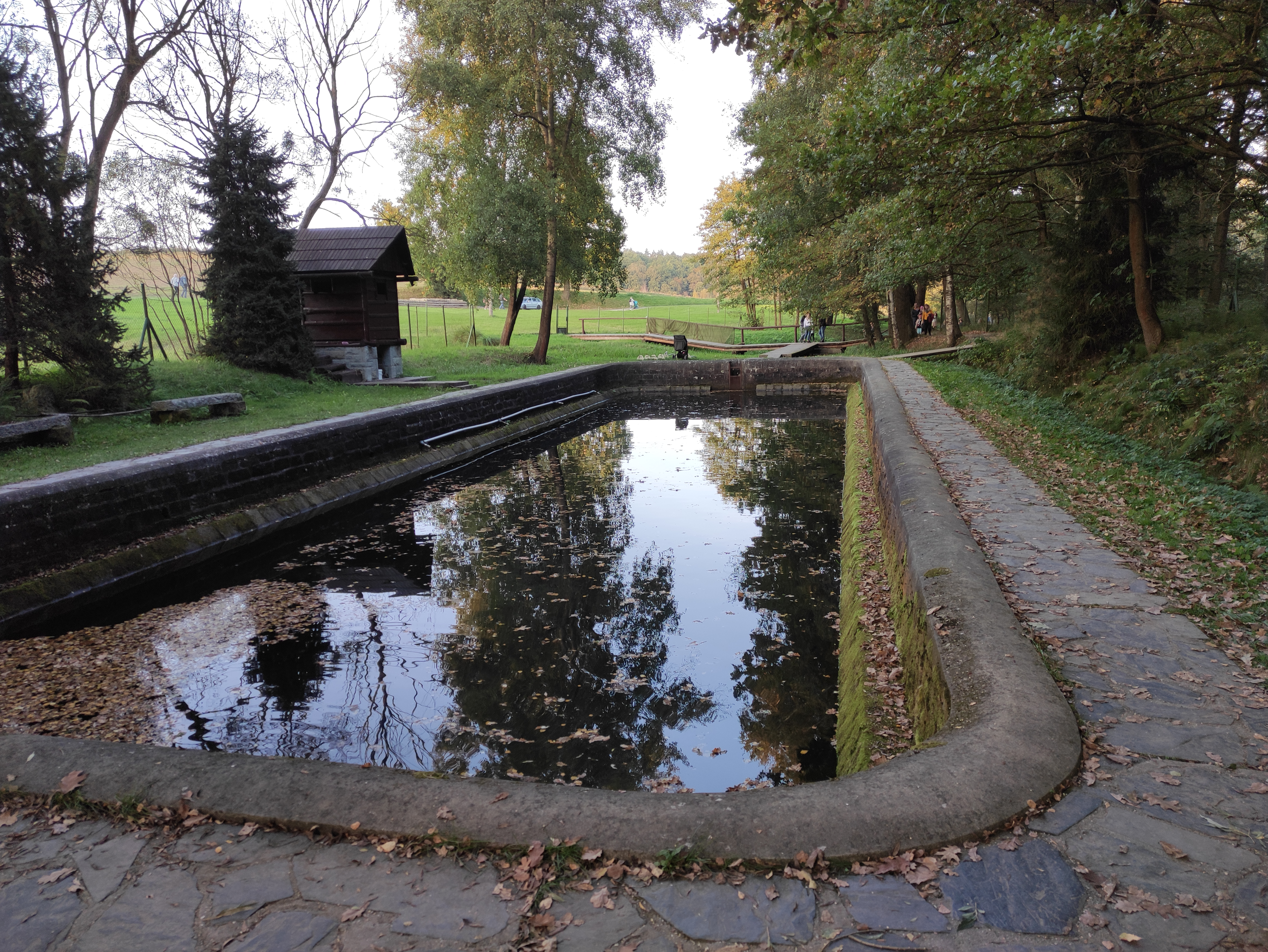
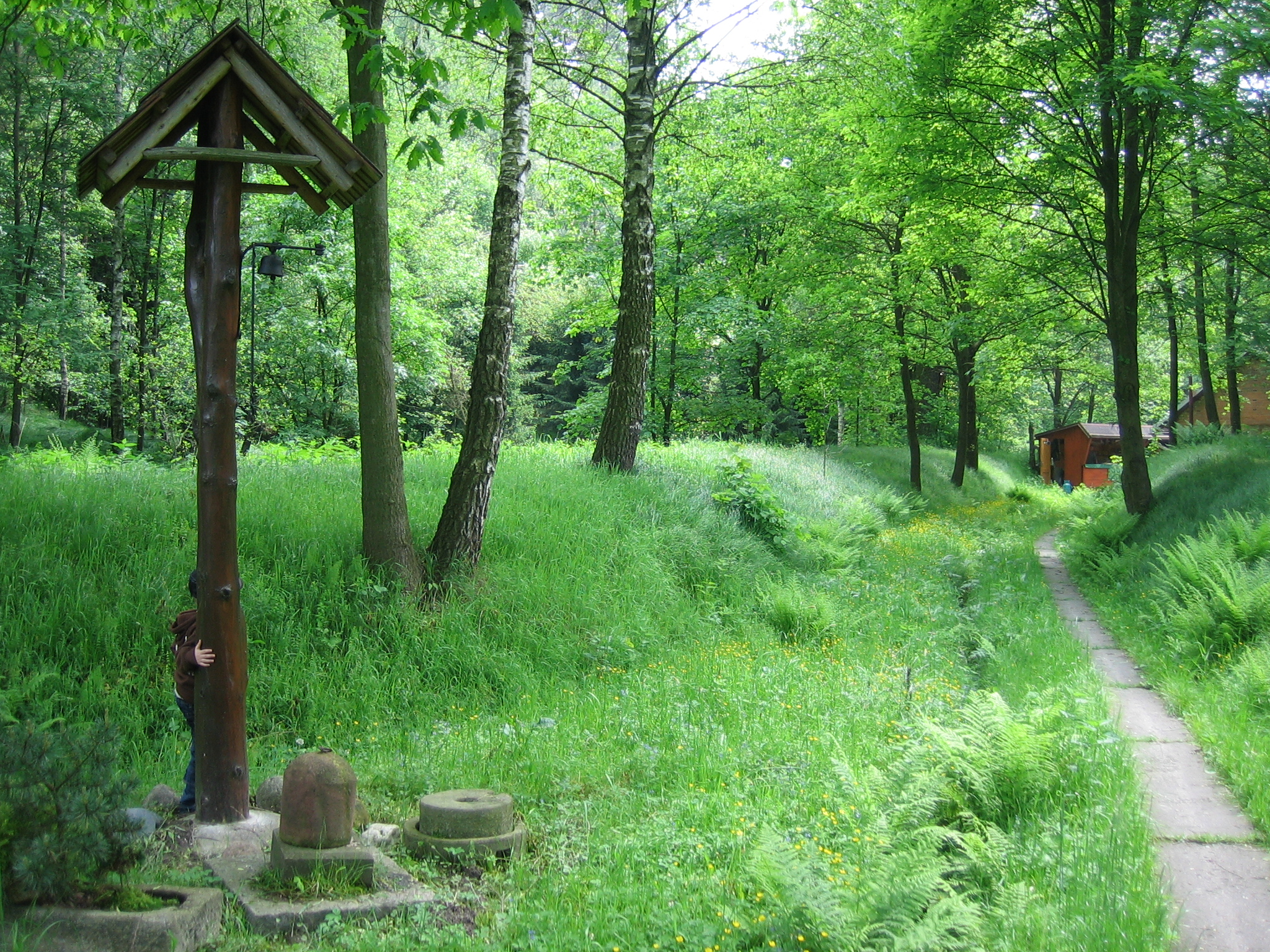
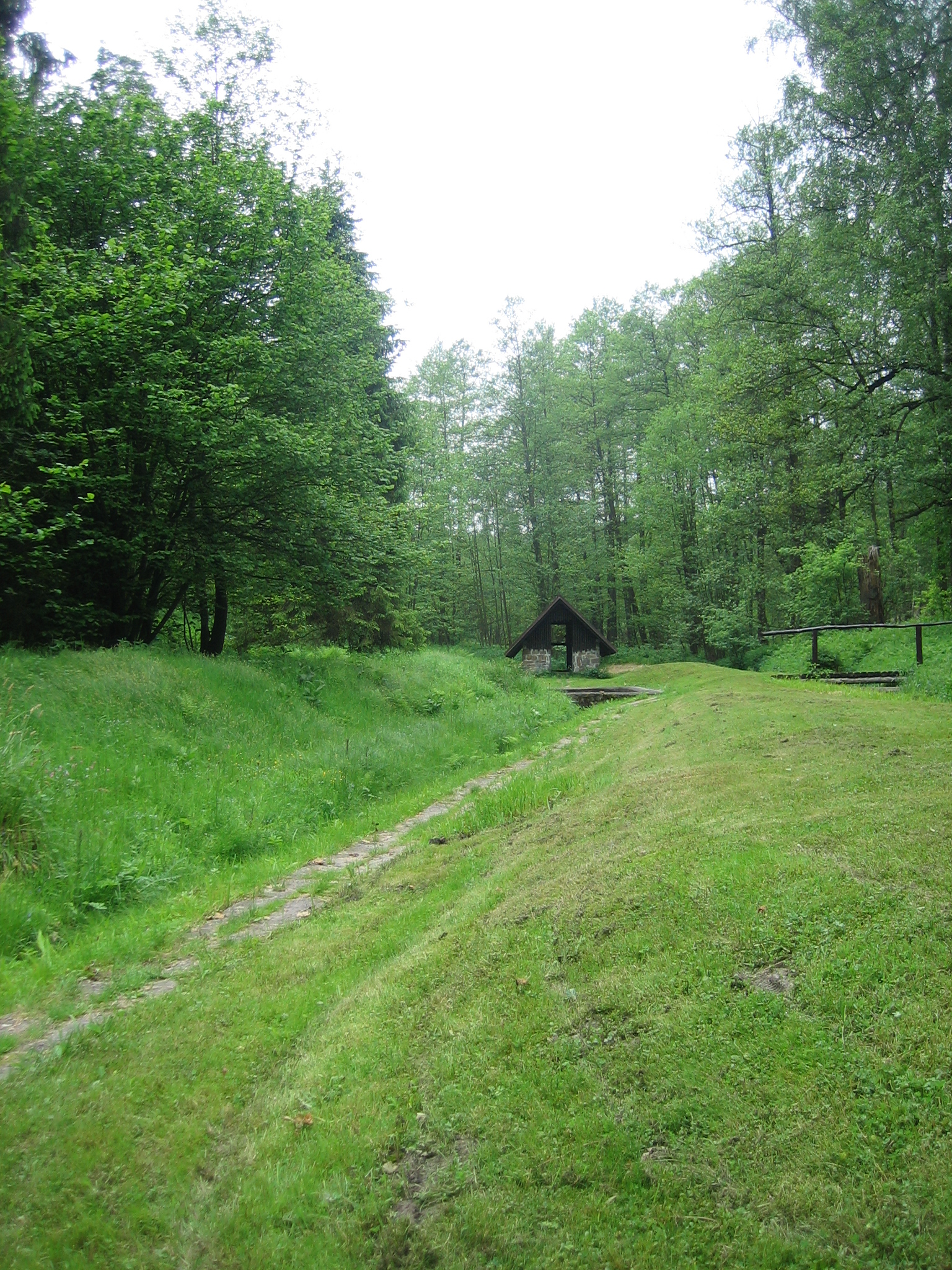